# Brodek szydłowaty
Brodek szydłowaty (Tortula subulata Hedw.) – gatunek mchu należący do rodziny płoniwowatych (Pottiaceae Schimp.). 

## Rozmieszczenie geograficzne
Występuje w Ameryce Północnej, Europie, zachodniej Azji i północnej Afryce. W Polsce gatunek pospolity w całym kraju.

## Morfologia
GametofitFormuje jasnozielone darnie. Łodyżki osiągają 6–15 mm wysokości, z gładkimi chwytnikami u dołu. Listki długości 5 mm, szerokości 1,5 mm, języczkowate. Brzeg listków złożony z wydłużonych, żółtych komórek. Żebro wystające, tworzy krótki, żółty kolec.
SporofitSeta długości 2 cm, jasnopurpurowa. Puszka długości 6 mm, lekko zgięta, cylindryczna. Perystom pojedynczy, złożony z 32 włosowatych zębów skręconych w lewo, z nasadą zrośniętą w rurkę do 2/3 długości.
ZarodnikiZarodniki gładkie.

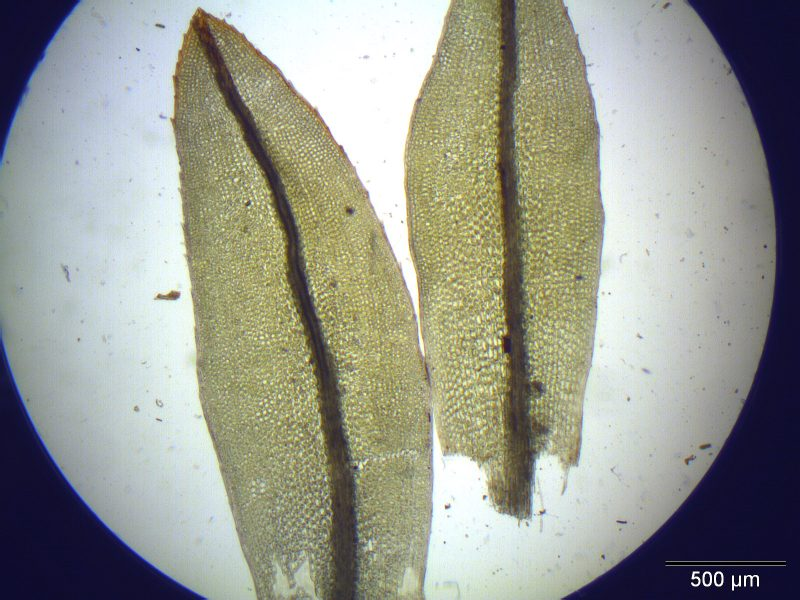
Listki
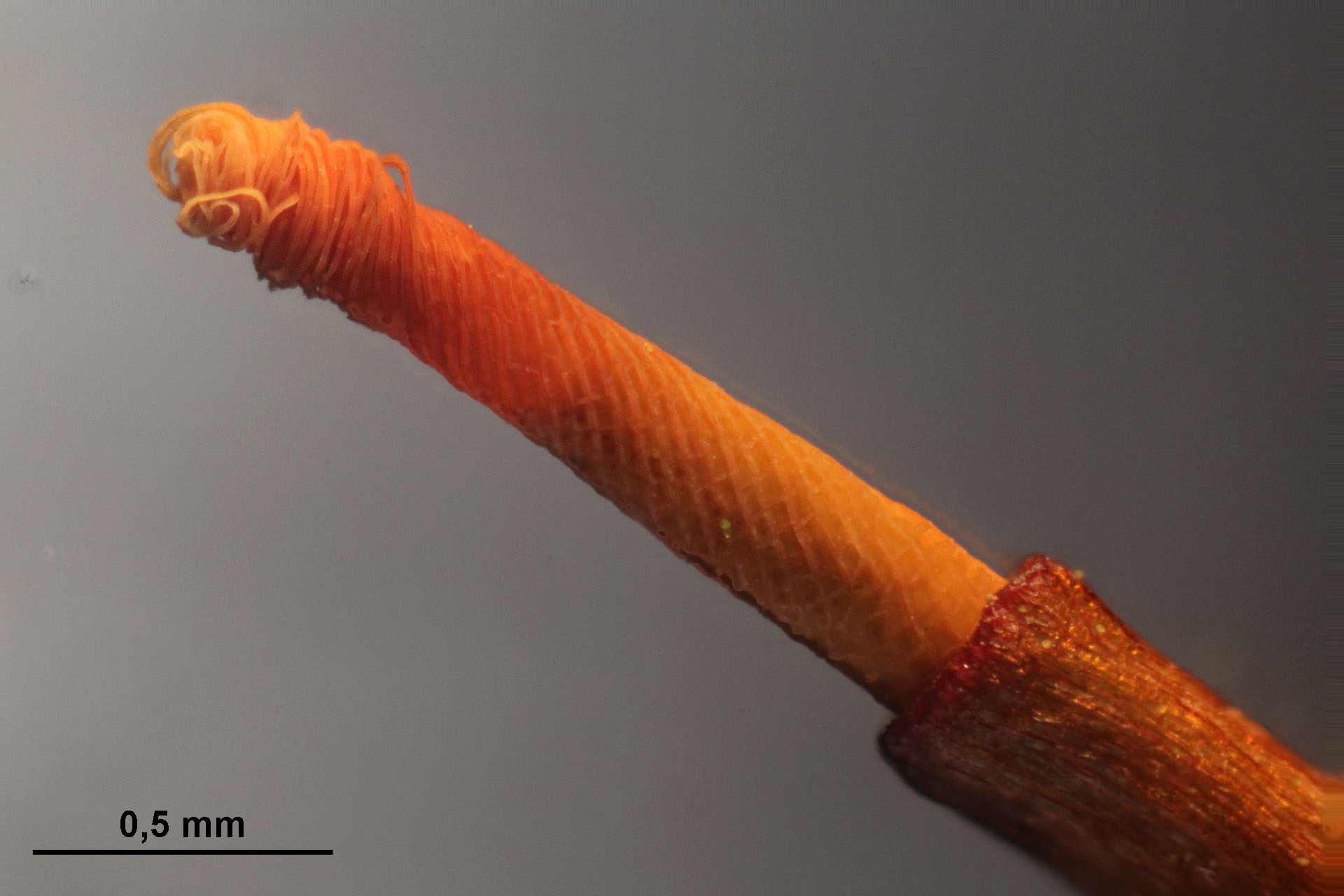
Perystom
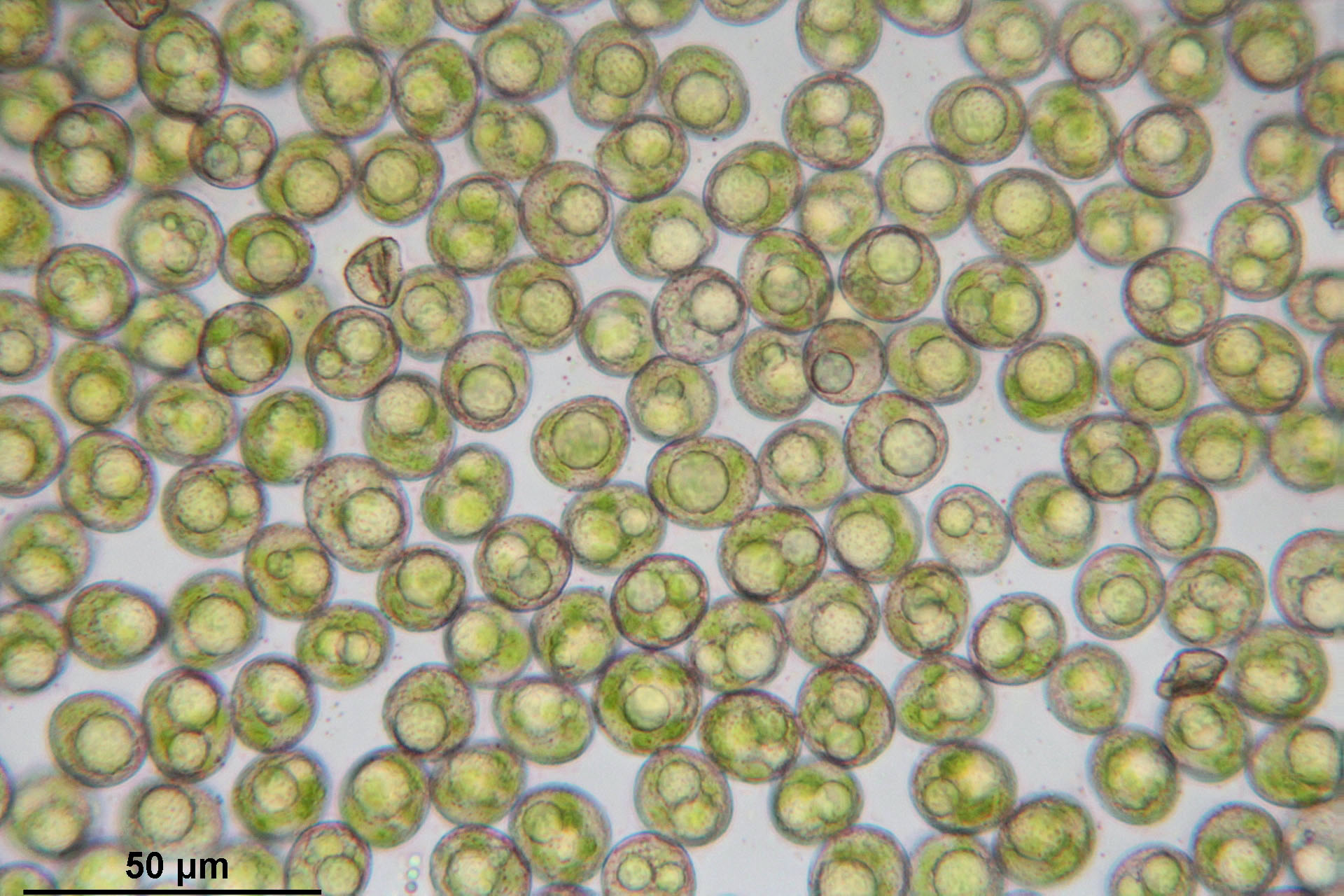
Zarodniki

## Systematyka i nazewnictwo
Synonimy: Barbula hercynica (Schrad. ex P. Beauv.) Brid., Syntrichia subulata (Hedw.) F. Weber & D. Mohr, Tortula elongata Funck, Tortula hercynica Schrad. ex P. Beauv.